# Atentados de Níger de mayo de 2013
Los atentados de Níger ocurrieron el 23 de mayo de 2013, cuando dos ataques coordinados perpetrados por afiliados islamistas tuvieron como objetivo las ciudades de Agadez y Arlit, siendo el primero una base militar y el otro una mina de uranio operada y de propiedad francesa. En el primer ataque a la base militar de Níger, en el que participaron ocho atacantes, al día siguiente se confirmó la muerte de 23 soldados y un civil. El segundo ataque perpetrado por dos terroristas suicidas también cobró la vida de un trabajador de la mina.
El Movimiento para la Unicidad y la Yihad en África Occidental (MUJAO) se atribuyó posteriormente la responsabilidad diciendo: "Atacamos a Níger por su cooperación con Francia en la guerra contra la Sharia (ley islámica)". También prometieron más ataques en represalia por la participación de Níger en el conflicto del norte de Malí. Los informes sugerían que el líder islamista Mojtar Belmojtar era el "cerebro" de ambos ataques, supervisado por su brigada los "Signatarios de la Sangre". Estos fueron los primeros ataques de este tipo dentro del país en la historia de Níger.

## Ataque de Agadez
A las 5:30 hora local, durante las oraciones de la mañana, el primero de los dos atentados suicidas golpeó Agadez, ciudad situada en el norte de Níger, cuando un grupo de ocho extremistas atacaron el cuartel del ejército local. Un coche bomba suicida que se dirigía al cuartel atravesó las barricadas de la base y explotó dentro del cuartel, matando a varios soldados. Este coche bomba fue seguido por un vehículo gemelo que entró en la base mientras abría fuego contra los soldados. Siguió un largo tiroteo cuando los islamistas se apoderaron del dormitorio del cuartel y de una oficina. En cuestión de horas el combate se extendió por toda la base y hasta las calles donde un civil murió en el fuego cruzado. A última hora de la tarde, elementos extremistas se refugiaron en el dormitorio del cuartel y tomaron como rehenes a cinco soldados. Los secuestradores amenazaron con hacerse estallar con explosivos, pero negociaron con el ejército. A la mañana siguiente, tres de los rehenes habían sido asesinados antes de que las tropas de Níger, con la ayuda de las fuerzas especiales francesas con base en Malí, asaltaran el edificio, mataran a dos de los extremistas y capturaran a uno. Los dos rehenes supervivientes fueron liberados. Según el ejército de Níger, 23 soldados murieron en el ataque a la base de Agadez, además de un soldado camerunés entrenado en el extranjero. Además, se confirmó la muerte de los ocho atacantes. Se difundieron rumores sobre el arresto vivo de un noveno atacante.

## Ataque de Arlit
Unos minutos después del atentado de Agadez, dos terroristas suicidas disfrazados con uniforme militar estrellaron su coche contra una mina de uranio Areva en Arlit, la mayor mina de este tipo en el país, explotada por una empresa francesa. El automóvil explotó frente a un autobús que transportaba a los trabajadores a las instalaciones. Además de los dos atacantes suicidas, un trabajador murió y otros dieciséis resultaron heridos. La planta se vio obligada a cerrar debido a los daños causados por la explosión. Se decía que el objetivo principal eran los funcionarios franceses que operaban en la planta.